# Barberey-Saint-Sulpice
Barberey-Saint-Sulpice – miejscowość i gmina we Francji, w regionie Grand Est, w departamencie Aube. Jej nazwa pochodzi od imienia św. Sulpicjusza. Przez miejscowość przepływa Sekwana. 
Według danych na rok 1990 gminę zamieszkiwały 654 osoby, a gęstość zaludnienia wynosiła 70 osób/km².

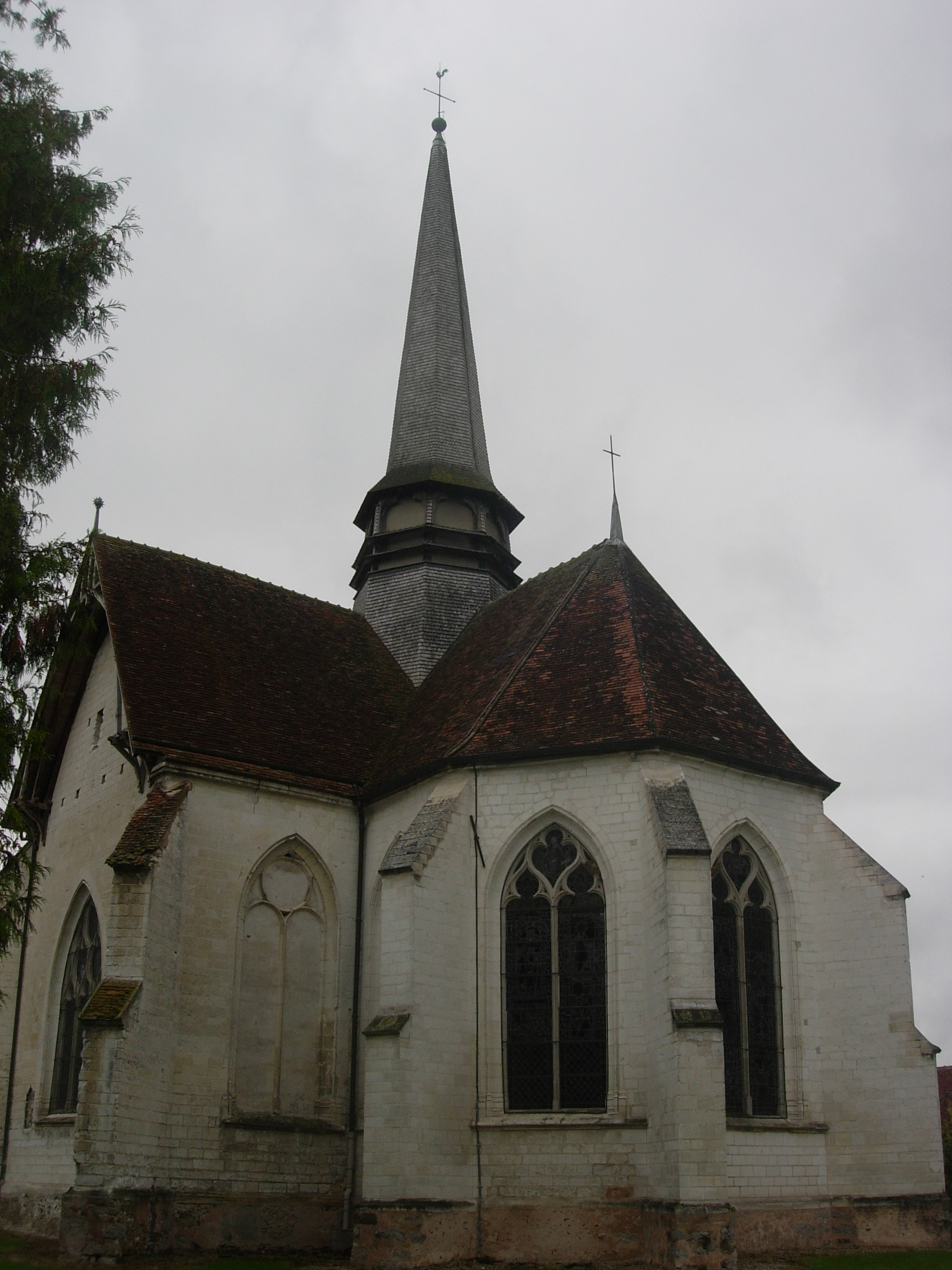
Kościół w Barberey-Saint-Sulpice, 2010